# (6050) Miwablock
(6050) Miwablock es un asteroide que forma parte de los asteroides Amor, es decir, cualquiera de los asteroides con una órbita que contenga totalmente a la terrestre y que tenga un perihelio menor de 1,3 ua, descubierto el 10 de enero de 1992 por el equipo del Spacewatch desde el Observatorio Nacional de Kitt Peak, Arizona, Estados Unidos.

## Designación y nombre
Designado provisionalmente como 1992 AE. Fue nombrado Miwablock en homenaje a Miwa Block, observador astronómico y programador de Spacewatch. Creó el sitio web de objetos en movimiento rápido de Spacewatch, que permite a los astrónomos aficionados voluntarios descubrir nuevos asteroides cercanos a la Tierra en imágenes de mosaico de Spacewatch en tiempo casi real.

## Características orbitales
Miwablock está situado a una distancia media del Sol de 2,201 ua, pudiendo alejarse hasta 3,164 ua y acercarse hasta 1,238 ua. Su excentricidad es 0,437 y la inclinación orbital 6,405 grados. Emplea 1193,09 días en completar una órbita alrededor del Sol.

## Características físicas
La magnitud absoluta de Miwablock es 14,9. Tiene 2,884 km de diámetro y su albedo se estima en 0,257. 